# KKL Radio
KKL Radio ist eine kleine, weltweit arbeitende Küstenfunkstelle auf der Insel Vashon im Bundesstaat Washington. KKL ist eine öffentliche Station und wird von zwei Privatleuten betrieben. KKL Radio betreibt Datenfunk auf 4015.0, 8182 kHz und 13173 kHz. Zum Service gehören E-Mail, Sprechfunk und Seewetterberichte. KKL ist Mitglied im Global Link Network und arbeitet u. a. mit Bernradio zusammen.